# Bascule décimale
Pour les articles homonymes, voir Bascule.

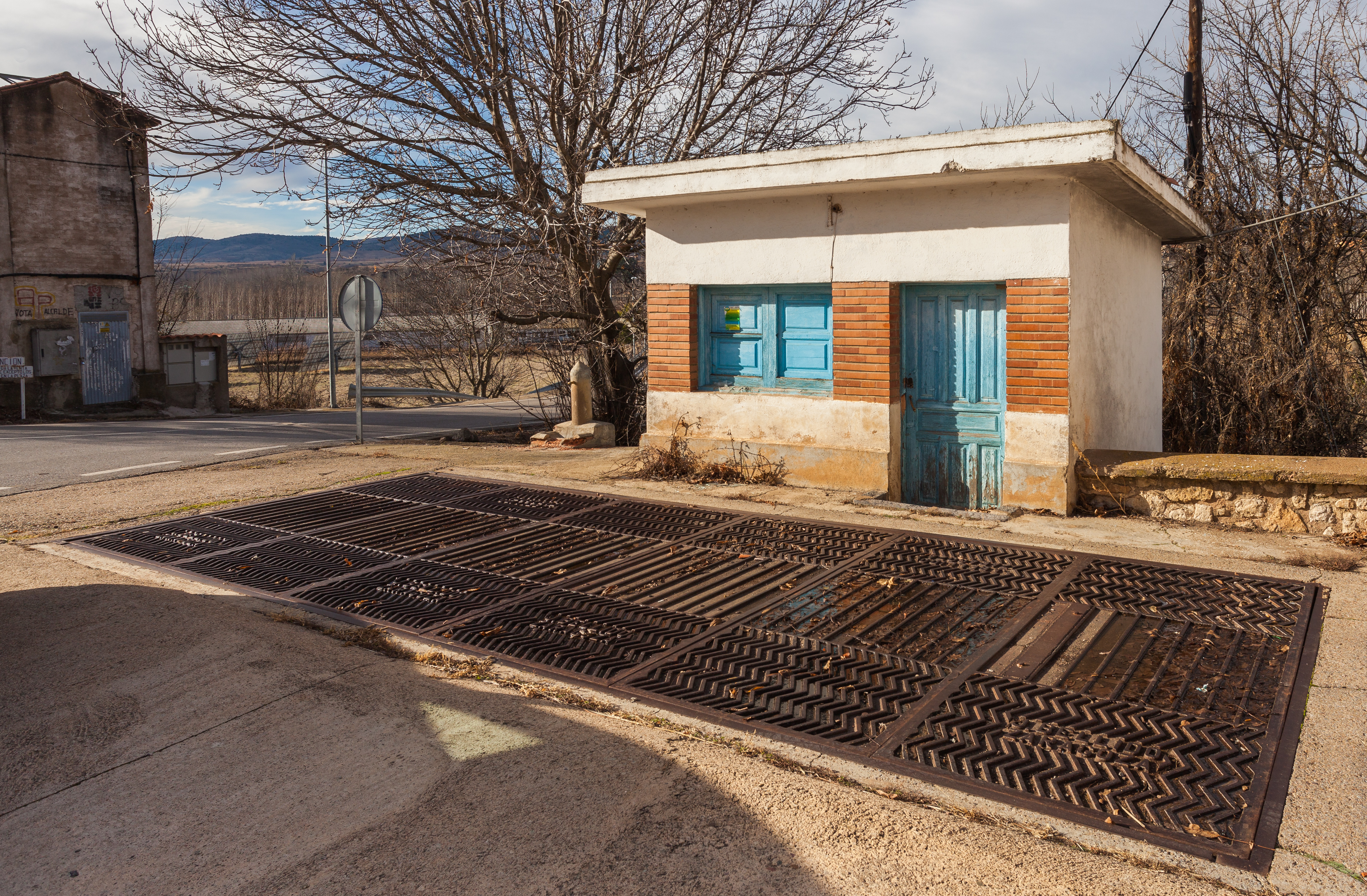
Bascule de pesage des camions à San Martín del Río (Espagne).

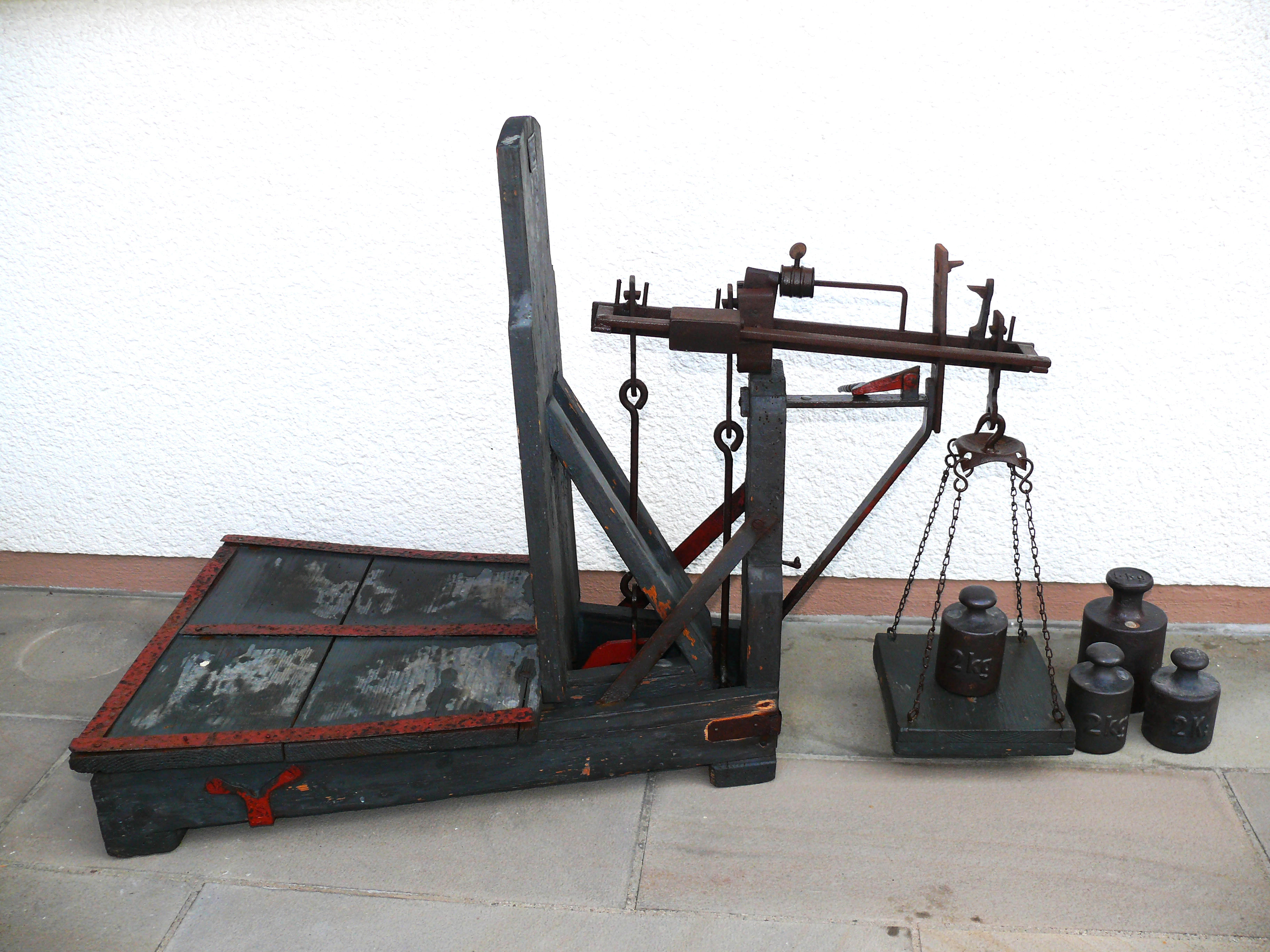
Vieille balance décimale.

En langage courant, une bascule est un instrument comportant un tablier pour le pesage de charges lourdes ou assez importantes. C'est un appareil qu'on utilise, en général, pour des transactions de gros ou de demi-gros. Elle est utilisée couramment en agriculture et en minoterie.

## Bascule de Quintenz
La bascule décimale de Quintenz est un appareil à leviers combinés dont le rapport total est de 1 à 10, de sorte que toute charge placée sur le tablier de la bascule est équilibrée par une charge dix fois plus petite, placée sur le plateau des poids.
Elle est un perfectionnement de la balance de Sanctorius.